# Lika Chantadze
Lika Chantadze (georgiska: ლიკა ხანთაძე, ryska: Лика Хантадзe) född i Kutaisi, är en sångerska från Georgien bosatt i Moskva.
Lika Chantadze är främst känd för att hon, 2009, representerade sitt hemland i musiktävlingen New Wave. Där sjöng hon första dagen Queenlåten "Too Much Love Will Kill You", för vilken hon fick 104 poäng och en delad åttonde plats. I omgång två sjöng hon en inhemsk georgisk vaggvisa, kallad "Iavnana", som hon fick 117 poäng för och en delad femte plats. På finaldagen valde hon att sjunga en låt på ryska, "Верю" (Tro), för vilken hon fick 113 poäng och med det slutade på en femte plats i tävlingen.